# Baleari
Balearski otoci, također Baleari (špa. Islas Baleares ili Baleares, kat. Illes Balears ili Balears) su španjolska autonomna zajednica sastavljena od otoka istoimenog otočja u Sredozemnom moru, koji se nalaze nasuprot istočnoj obali Pirenejskog poluotoka.
Otočje se sastoji od dviju skupina otoka:
- Las Gimnesias: Menorca, Mallorca i Cabrera te neki bliži otočići (kao Dragonera, Isla del Aire i drugi).
- Las Pitiusas: Ibiza i Formentera te otočići koji ih okružuju.

## Stanovništvo
Na otocima živi 983.131 stanovnika (prema popisu iz 2005.), od kojih je 15,75 % stranih državljana.
Stanovništvo i gustoća naseljenosti po otocima (2005.):
- Mallorca – 777.821 stan. – 214,84 stan./km²
- Ibiza – 111.107 stan. – 193,22 stan./km²
- Menorca – 86.697 stan. – 124,85 stan./km²
- Formentera – 7506 stan. – 90,17 stan./km²

Stanovništvo u gradovima (2005.):
- Palma de Mallorca – 375.773 stan.
- Ibiza – 42.797 stan.
- Mahón – 27.669 stan.
- Ciudadela – 26.972 stan.
- Formentera – 7506 stan.

Na Balearima vlada dvojezičnost. Govori se španjolskim i katalonskim (zbog raseljavanja iz područja Rosellóna, Gerone i Barcelone tijekom Rekonkviste), koji su i službeni jezici Zajednice. Također, u turističkim zonama govori se engleskim i njemačkim. 
Premda su oba jezika službena, većina službenih dokumenata Zajednice ipak su na katalonskom.